# КАМАЗ-55111
КАМАЗ-55111 — советский и российский крупнотоннажный автомобиль-самосвал, выпускавшийся Камским автомобильным заводом (КАМАЗ) с января 1989 по 2012 годы. Шасси собиралось в Набережных Челнах, а самосвальная установка монтировалась в Нефтекамске. Не исключено, что производство продолжается в КНДР.

## Конструкция
От ранее выпускавшейся исходной модели самосвала завода (КАМАЗ-5511) КАМАЗ-55111 отличается укороченным кузовом с откидным задним бортом, усиленными рессорами и гидроусилителем руля от КАМАЗ-4310. Грузоподъёмность увеличена до 13 тонн. Самосвалы КАМАЗ-55111 первых выпусков имели кабину, идентичную исходной модели (КАМАЗ-5511).
Кабина 55111 является цельнометаллической и рассчитанной на два посадочных места. Она находится над двигателем, оснащена высокой крышей и достаточно хорошо защищена от шума и проникновения холода. Из-за того, что спального места нет, подразумевается использование грузовика лишь в дневной период времени.
Платформа автомобиля решена таким образом, что разгрузка осуществляется сзади. Её конструкция является цельносварной коробчатой. Подогрев сделан посредством системы выхлопных труб.

## История
Параллельно с КАМАЗ-55111 в 2003 году началось производство самосвала нового поколения КАМАЗ-65111 с увеличенной грузоподъёмностью.
КАМАЗ-55111 выпускался до 2012 года. Затем его полностью заменил КАМАЗ-65115.

## Изображения

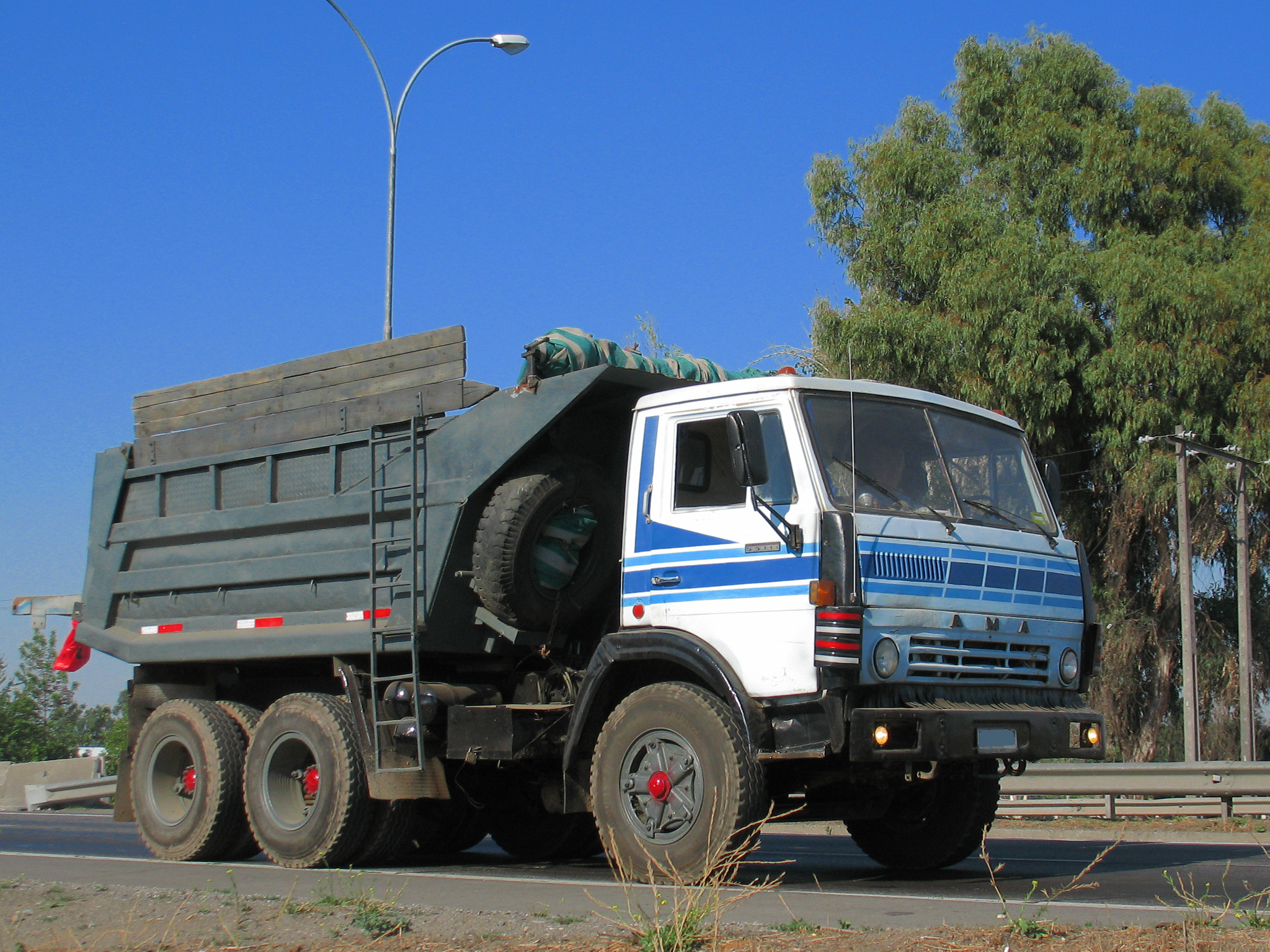
Оригинальный КАМАЗ-55111 в Чили (2011 год)
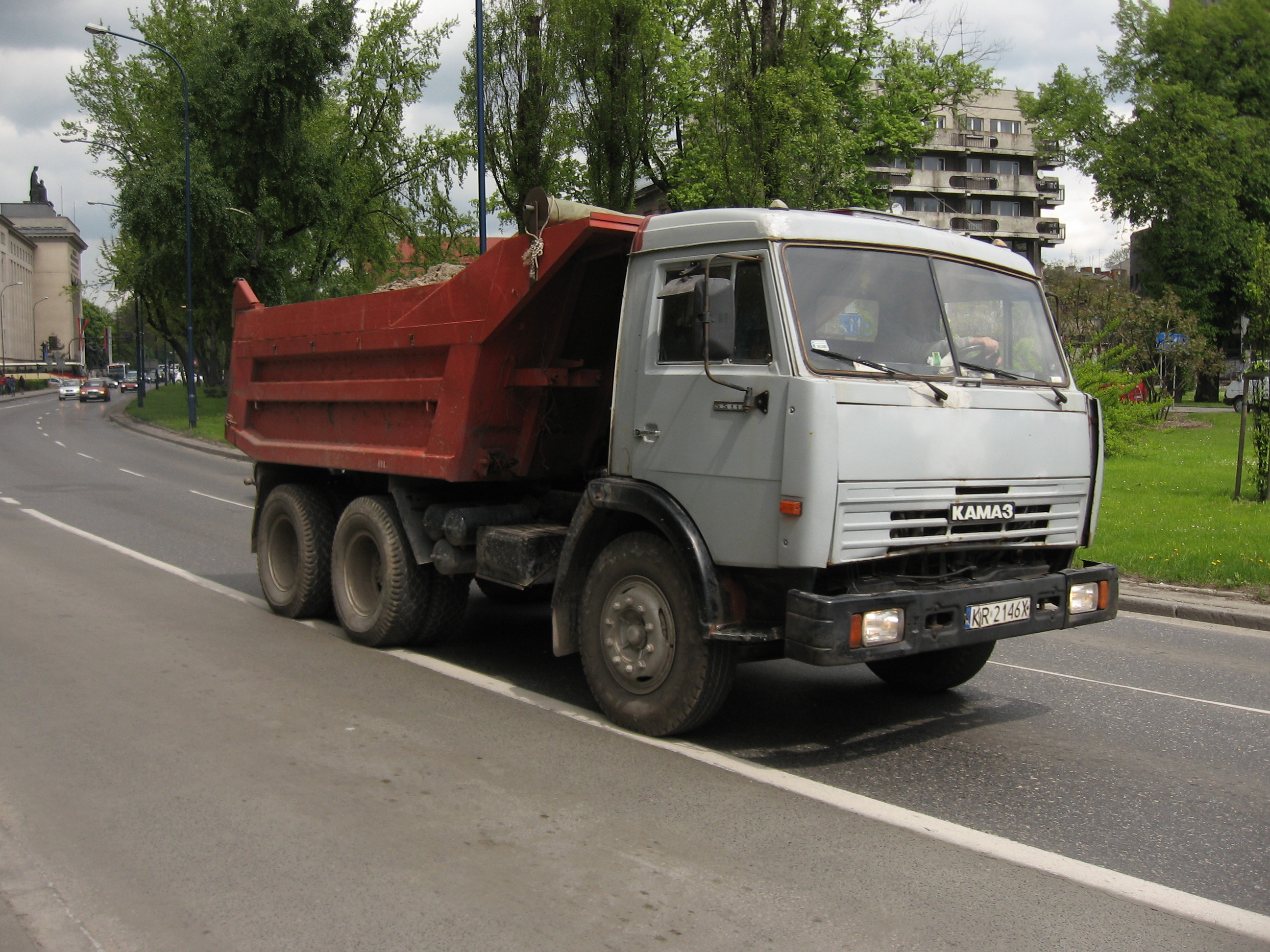
Обновлённый КАМАЗ-55111 в Кракове (2011 год)

## Модификации
- КАМАЗ-55111 — базовая с двигателем КАМАЗ-740.10-20.
- КАМАЗ-55111-02 — с двигателем КАМАЗ-740.11-240 (Евро-1).
- КАМАЗ-55111-13 — с двигателем КАМАЗ-740.13-260 (Евро-1).
- КАМАЗ-55111-15 — с двигателем КАМАЗ-740.31-240 (Евро-2).

Технические характеристики КАМАЗ-55111-15:
- Колёсная формула — 6x4

Весовые параметры и нагрузки, а/м
- Снаряжённая масса а/м, кг — 9050
- Грузоподъёмность а/м, кг — 13000
- Полная масса, кг — 22400

Двигатель
- Модель — КАМАЗ-740.31-240 (Евро-2)
- Тип — дизельный с турбонаддувом
- Мощность, кВт (л. с.) — 176 (240)
- Расположение и число цилиндров — V-образное, 8
- Рабочий объём, л — 10,85

Коробка передач
- Тип — механическая, 5-ст. (без делителя с делителем), 10*ст.

Кабина
- Тип — расположенная над двигателем, с высокой крышей
- Исполнение — без спального места

Колёса и шины
- Тип колёс — дисковые
- Тип шин — пневматические, камерные
- Размер шин — 10.00 R20 (280 R508)11.00 R20 (300 R508)

Самосвальная платформа
- Объём платформы, м? — 6,6
- Угол подъёма платформы, град — 60
- Направление разгрузки — назад

Общие характеристики
- Максимальная скорость, не более км/ч — 90
- Угол преодол. подъёма — не более 25 %
- Внешний габаритный радиус поворота, м — 9
- Длина — 6685 мм
- Ширина — 2500 мм

Существует 4 различных комплектации данной модели, которые немного отличаются друг от друга: 015-15, 016-15, 017-15, 018-15.